# Why? (Kisha-Lied)
Why? (englisch für „Warum?“) ist ein Lied und die Debütsingle der Schweizer Mundart- und Popsängerin Kisha aus dem Jahr 1998.

## Entstehung und Veröffentlichung
Getextet, komponiert und produziert wurde das Lied gemeinsam von Peter Hantke, Detlef Höller und Frank Reinert. Die Produktionsarbeiten fanden dabei im Studio in Kamp-Lintfort statt.
Die Erstveröffentlichung von Why? erfolgte als Single am 15. Juni 1998 bei Lautstark Records. Diese erschien als CD-Maxi-Single mit dem Lied I’ll Be with You und zwei weiteren Versionen zu Why als B-Seiten (Katalognummer: 74321 57235 2). Am 13. April 1999 erschien das Lied als Teil von Kishas selbstbetitelten Debütalbums (Katalognummer: 74321 655812) bei Ariola, dessen erste Singleauskopplung es ist.

## Inhalt und Stil
Im Lied fragt sich das lyrische Ich immer wieder, warum es so schüchtern ist, einer geliebten Person seine Liebe zu erklären.
Die Tonart des Titels ist G-Dur mit 100 Schlägen pro Minute.

## Musikvideo
Das dazugehörige Musikvideo zählte bis Januar 2025 über 121 Tausend Aufrufe auf der Videoplattform YouTube.

## Chartplatzierungen
| ChartsChartplatzierungen | Höchstplatzierung | Wochen |
| ------------------------ | ----------------- | ------ |
| Deutschland (GfK)        | 64 (9 Wo.)        | 9      |
| Schweiz (IFPI)           | 9 (15 Wo.)        | 15     |